# Amalia Gré
Amalia Gré, pseudonimo di Amalia Grezio (Miggiano, 16 giugno 1964), è una cantautrice e pittrice italiana.

## Biografia

### Formazione artistica e musicale
Si è diplomata all'Accademia di Belle Arti di Perugia. A New York, ha studiato recitazione alla scuola Black Nexxus e per sei anni è stata seguita e incoraggiata da Betty Carter, prima tra tanti artisti - come Bobby McFerrin, Herbie Hancock, Bob Dorought - a credere nella sua voce e nel suo talento.

### Carriera
La sua affermazione è iniziata nel 2001, anno in cui ha raggiunto la finale del festival Musicultura con la canzone Io cammino di notte da sola. Subito dopo, scoperta da Alessio Bertallot che propose il suo brano durante la trasmissione di Radio Deejay B-Side, ha ottenuto la popolarità nazionale, e la sua canzone è stata inserita in una delle compilation estive della manifestazione canora del Festivalbar nel 2003. Nel 2004 ha pubblicato il suo album di esordio per la Capitol EMI, Amalia Grè, mantenendo il genere jazz. Tra la fine del 2005 e il gennaio del 2006 è tornata in studio di registrazione per preparare il suo secondo album, Per te, che sarà poi ristampato l'anno successivo in seguito alla partecipazione della cantante al Festival di Sanremo 2007 nella sezione "Campioni" con la canzone Amami per sempre, scritta da lei stessa in collaborazione con Michele Ranauro e Paola Palma ed eseguita anche in coppia con Mario Biondi durante la serata dedicata ai duetti.
Nel 2008 è uscito, in collaborazione con il collettivo di musica elettronica Minuta, il disco Minuta vs Amalia Grè, pubblicato per la EMI. Nello stesso anno ha collaborato alla realizzazione della colonna sonora del film della Disney Trilli, interpretando il tema portante Volerai.
In seguito ha proseguito la sua attività di pittrice, entrando a far parte della mostra itinerante dal titolo "In My Secret Place", ideata da Massimo Cotto, e di artista musicale, con esibizioni dal vivo anche su scala internazionale, chiamata per alcune date nel 2011 anche a Tokyo.
Nel 2012 la EMI ha pubblicato una raccolta di brani dell'artista intitolata Essential.
Nel 2019, dopo anni di silenzio, è uscito il suo nuovo album Beige, un album di cover che rende omaggio ai brani jazz più amati dall'artista.

## Discografia

### Album
Studio
- 2003 - Amalia Grè
- 2006 - Per te
- 2008 - Minuta vs Amalia Grè (con i Minuta)
- 2019 - Beige

Raccolte
- 2012 - Essential

### Singoli
- 2001 - Io cammino di notte da sola
- 2007 - Amami per sempre
- 2008 - Volerai
- 2019 - Goodbye Pork Pie Hat